# 苏格赖涅
苏格赖涅（法語：Sougraigne，法語發音：[suɡʁɛɲ] ⓘ）是法国奥德省的一个市镇，属于利穆区。

## 地理
苏格赖涅（42°54'3"N, 2°21'16"E）面积18.43 平方千米，位于法国奧克西塔尼大區奥德省，该省份为法国南部沿海省份，北起塔恩省，西北接上加龙省，西接阿列日省，南至东比利牛斯省，东临地中海，东北与埃罗省接壤。
与苏格赖涅接壤的市镇（或旧市镇、城区）包括：阿尔克、比加拉什、富尔图、雷恩堡、雷恩莱班。

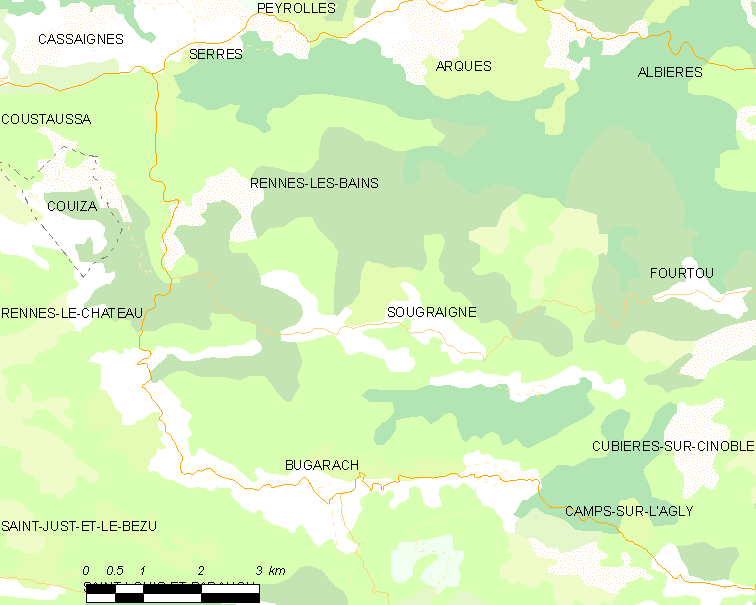
苏格赖涅的OSM定位图

苏格赖涅的时区为UTC+01:00、UTC+02:00（夏令时）。

## 行政
苏格赖涅的邮政编码为11190，INSEE市镇编码为11381。

## 政治
苏格赖涅所属的省级选区为上奥德河谷县。

## 人口

1962-2008年间苏格赖涅人口变化图示

苏格赖涅于2022年1月1日时的人口数量为127人。